# Regering-Philippe I
De regering-Philippe I (Frans: Gouvernement Édouard Philippe I) is de veertigste regering van Frankrijk onder de Vijfde Republiek. De regering trad op 15 mei 2017 aan, nadat premier Bernard Cazeneuve op 10 mei het ontslag van zijn regering had aangeboden aan president François Hollande. Dit gebeurde naar aanleiding van de verkiezing van Emmanuel Macron tot president van Frankrijk. De regering-Philippe I staat onder leiding van premier Édouard Philippe (Les Républicains), en is samengesteld uit ministers en staatssecretarissen van En marche, het Mouvement démocrate, de Parti radical de gauche, dissidenten van Les Républicains en de Parti socialiste, en onafhankelijken.
De regering werd op 21 juni 2017 opgevolgd door de regering-Philippe II.
| Ambtsbekleder                                  | Ambtsbekleder         | Ambtsbekleder                 | Functie(s)                                 | Ambtstermijn | Ambtstermijn     | Partij |
| ---------------------------------------------- | --------------------- | ----------------------------- | ------------------------------------------ | ------------ | ---------------- | ------ |
|                                                | Édouard Philippe      | Édouard Philippe (1970)       | Premier                                    | 15 mei 2017  | 3 juli 2020      | LR     |
|                                                | Gérard Collomb        | Gérard Collomb (1947)         | Minister van Staat                         | 17 mei 2017  | 3 oktober 2018   | DVG    |
| Minister van Binnenlandse Zaken                | Gérard Collomb        | Gérard Collomb (1947)         |                                            | 17 mei 2017  | 3 oktober 2018   | DVG    |
|                                                | François Bayrou       | François Bayrou (1951)        | Minister van Staat                         | 17 mei 2017  | 21 juni 2017     | MoDem  |
| Minister van Justitie                          | François Bayrou       | François Bayrou (1951)        |                                            | 17 mei 2017  | 21 juni 2017     | MoDem  |
| Zegelbewaarder                                 | François Bayrou       | François Bayrou (1951)        |                                            | 17 mei 2017  | 21 juni 2017     | MoDem  |
|                                                | Nicolas Hulot         | Nicolas Hulot (1955)          | Minister van Staat                         | 17 mei 2017  | 4 september 2018 | O      |
| Minister van Ecologie en Duurzame Ontwikkeling | Nicolas Hulot         | Nicolas Hulot (1955)          |                                            | 17 mei 2017  | 4 september 2018 | O      |
|                                                | Jean-Yves Le Drian    | Jean-Yves Le Drian (1947)     | Minister van Buitenlandse Zaken            | 17 mei 2017  | 20 mei 2022      | DVG    |
|                                                | Bruno Le Maire        | Bruno Le Maire (1969)         | Minister van Financiën                     | 17 mei 2017  | heden            | LR     |
| Minister van Economische Zaken                 | Bruno Le Maire        | Bruno Le Maire (1969)         |                                            | 17 mei 2017  | heden            | LR     |
|                                                | Sylvie Goulard        | Sylvie Goulard (1964)         | Minister van de Stijdkrachten              | 17 mei 2017  | 21 juni 2017     | LREM   |
|                                                | Agnès Buzyn           | Agnès Buzyn (1962)            | Minister van Volksgezondheid               | 17 mei 2017  | 16 februari 2020 | DVG    |
| Minister van Sociale Zaken                     | Agnès Buzyn           | Agnès Buzyn (1962)            |                                            | 17 mei 2017  | 16 februari 2020 | DVG    |
|                                                | Muriel Pénicaud       | Muriel Pénicaud (1955)        | Minister van Arbeid en Werkgelegenheid     | 17 mei 2017  | 6 juli 2020      | DVG    |
|                                                | Jean-Michel Blanquer  | Jean-Michel Blanquer (1964)   | Minister van Nationaal Onderwijs           | 17 mei 2017  | 20 mei 2022      | DVD    |
|                                                | Frédérique Vidal      | Frédérique Vidal (1964)       | Minister van Hoger Onderwijs en Wetenschap | 17 mei 2017  | 20 mei 2022      | DVG    |
|                                                | Richard Ferrand       | Richard Ferrand (1962)        | Minister van Huisvesting                   | 17 mei 2017  | 21 juni 2017     | LREM   |
| Minister van Ruimtelijke Ordening              | Richard Ferrand       | Richard Ferrand (1962)        |                                            | 17 mei 2017  | 21 juni 2017     | LREM   |
| Minister voor Lokale Zaken                     | Richard Ferrand       | Richard Ferrand (1962)        |                                            | 17 mei 2017  | 21 juni 2017     | LREM   |
|                                                | Jacques Mézard        | Jacques Mézard (1947)         | Minister van Landbouw en Agrarische Zaken  | 17 mei 2017  | 21 juni 2017     | PRG    |
|                                                | Gérald Darmanin       | Gérald Darmanin (1982)        | Minister van Publieke Diensten             | 17 mei 2017  | 6 juli 2020      | LR     |
| Minister voor Begrotingszaken                  | Gérald Darmanin       | Gérald Darmanin (1982)        |                                            | 17 mei 2017  | 6 juli 2020      | LR     |
|                                                | Annick Girardin       | Annick Girardin (1964)        | Minister van Overzeese Gebiedsdelen        | 17 mei 2017  | 6 juli 2020      | PRG    |
|                                                | Françoise Nyssen      | Françoise Nyssen (1951)       | Minister van Cultuur                       | 17 mei 2017  | 16 oktober 2018  | DVG    |
|                                                | Laura Flessel-Colovic | Laura Flessel- Colovic (1971) | Minister van Sport                         | 17 mei 2017  | 4 september 2018 | O      |

| Viceministers | Viceministers      | Viceministers                  | Portefeuille(s) | Leidinggevend Minister                         | Ambtstermijn | Ambtstermijn | Partij(en) |
| ------------- | ------------------ | ------------------------------ | --------------- | ---------------------------------------------- | ------------ | ------------ | ---------- |
|               | Marielle de Sarnez | Marielle de Sarnez (1951–2021) | Europese Zaken  | Minister van Buitenlandse Zaken                | 17 mei 2017  | 21 juni 2017 | MoDem      |
|               | Élisabeth Borne    | Élisabeth Borne (1961)         | Transport       | Minister van Ecologie en Duurzame Ontwikkeling | 17 mei 2017  | 16 juli 2019 | DVG        |

| Staatssecretarissen        | Staatssecretarissen | Staatssecretarissen        | Portefeuille(s)           | Leidinggevend Minister | Ambtstermijn | Ambtstermijn    | Partij(en) |
| -------------------------- | ------------------- | -------------------------- | ------------------------- | ---------------------- | ------------ | --------------- | ---------- |
|                            | Christophe Castaner | Christophe Castaner (1966) | Regerings- woordvoerder   | Premier                | 17 mei 2017  | 16 oktober 2018 | LREM       |
| Parlementaire Betrekkingen | Christophe Castaner | Christophe Castaner (1966) |                           | Premier                | 17 mei 2017  | 16 oktober 2018 | LREM       |
|                            | Mounir Mahjoubi     | Mounir Mahjoubi (1984)     | Digitale Zaken            | Premier                | 17 mei 2017  | 27 maart 2019   | LREM       |
|                            | Marlène Schiappa    | Marlène Schiappa (1982)    | Emancipatie en Gelijkheid | Premier                | 17 mei 2017  | 6 juli 2020     | LREM       |
|                            | Sophie Cluzel       | Sophie Cluzel (1961)       | Mindervaliden             | Premier                | 17 mei 2017  | 20 mei 2022     | LREM       |